# Washington Open 2012
Il Washington Open 2012, noto come Citi Open per motivi di sponsorizzazione, è stato un torneo di tennis giocato sul cemento. È stata la 44ª edizione del torneo maschile e faceva parte della categoria ATP World Tour 500 series nell'ambito dell'ATP World Tour 2012, e la 2ª edizione del torneo femminile, che faceva parte della categoria International nell'ambito del WTA Tour 2012. Si è giocato a College Park presso Washington dal 28 luglio al 3 agosto 2012.

## Partecipanti ATP

### Teste di serie
| Giocatore            | Nazionalità | Ranking* | Testa di serie |
| -------------------- | ----------- | -------- | -------------- |
| Mardy Fish           | Stati Uniti | 13       | 1              |
| Aleksandr Dolhopolov | Ucraina     | 17       | 2              |
| Kevin Anderson       | Sudafrica   | 33       | 3              |
| Tommy Haas           | Germania    | 35       | 4              |
| Pablo Andújar        | Spagna      | 37       | 5              |
| Jérémy Chardy        | Francia     | 46       | 6              |
| Benoît Paire         | Francia     | 50       | 7              |
| Sam Querrey          | Stati Uniti | 57       | 8              |

### Altri partecipanti
Giocatori che hanno ricevuto una Wild card:
- Brian Baker
- Ričardas Berankis
- Steve Johnson

Giocatori passati dalle qualificazioni:

- Marco Chiudinelli
- Jesse Levine
- Michael Russell
- Florent Serra

## Partecipanti WTA

### Teste di serie
| Giocatrice                 | Nazionalità | Ranking* | Testa di serie |
| -------------------------- | ----------- | -------- | -------------- |
| Anastasija Pavljučenkova   | Russia      | 28       | 1              |
| Chanelle Scheepers         | Sudafrica   | 42       | 2              |
| Sloane Stephens            | Stati Uniti | 52       | 3              |
| Vania King                 | Stati Uniti | 56       | 4              |
| Barbora Záhlavová-Strýcová | Rep. Ceca   | 60       | 5              |
| Iveta Benešová             | Rep. Ceca   | 61       | 6              |
| Coco Vandeweghe            | Stati Uniti | 70       | 7              |
| Ol'ga Govorcova            | Bielorussia | 81       | 8              |

### Altre partecipanti
Giocatrici che hanno ricevuto una Wild card:
- Eugenie Bouchard
- Camila Giorgi
- Coco Vandeweghe

Giocatrici passate dalle qualificazioni:

- Jana Čepelová
- Jennifer Elie
- Michelle Larcher de Brito
- Aravane Rezaï

## Campioni

### Singolare maschile
Aleksandr Dolhopolov ha sconfitto in finale  Tommy Haas per 6(7)–7, 6–4, 6–1.
- È il secondo titolo in carriera per Dolhopolov, il primo del 2012.

### Singolare femminile
Magdaléna Rybáriková ha battuto in finale  Anastasija Pavljučenkova con il punteggio di 6–1, 6–1.
- È il terzo titolo in carriera per Rybáriková, il primo nel 2012.

### Doppio maschile
Treat Conrad Huey /  Dominic Inglot hanno sconfitto in finale  Kevin Anderson /  Sam Querrey per 7–6(7), 6(9)–7, [10-5].

### Doppio femminile
Shūko Aoyama /  Chang Kai-chen hanno sconfitto in finale  Irina Falconi /  Chanelle Scheepers per 7–5, 6–2.